# فهد عثمان
فهد عثمان (2 سبتمبر 1976 بكراتشي في باكستان - ) هو لاعب كريكت باكستاني.

## وصلات خارجية
- فهد عثمان على موقع إي آس بي آن كريك إنفو (الإنجليزية)